# José Javier González Alponte
José Javier González Alponte (11 de maig de 1939) és un futbolista peruà.
Va formar part de l'equip peruà a la Copa del Món de 1970. Fou jugador del club Alianza Lima.